# Pont Saint-Hubert
 (avril 2021).
Si vous disposez d'ouvrages ou d'articles de référence ou si vous connaissez des sites web de qualité traitant du thème abordé ici, merci de compléter l'article en donnant les références utiles à sa vérifiabilité et en les liant à la section « Notes et références ».
Le pont Saint-Hubert enjambe la Rance entre le port Saint-Hubert sur la commune de Plouër-sur-Rance et le port Saint-Jean sur la commune de La Ville-ès-Nonais, en Bretagne (France). Il relie la rive gauche de la Rance située dans le département des Côtes-d'Armor à la rive droite située en Ille-et-Vilaine.

## Histoire

### Le premier pont suspendu
Construit de 1913 à 1928, le pont suspendu est à péage jusqu'en 1933. Il permet d’éviter le détour par l'écluse du Châtelier en amont ou par le bac de Saint-Servan en aval. Bombardé par les Alliés, il s'effondre le 12 juin 1944.

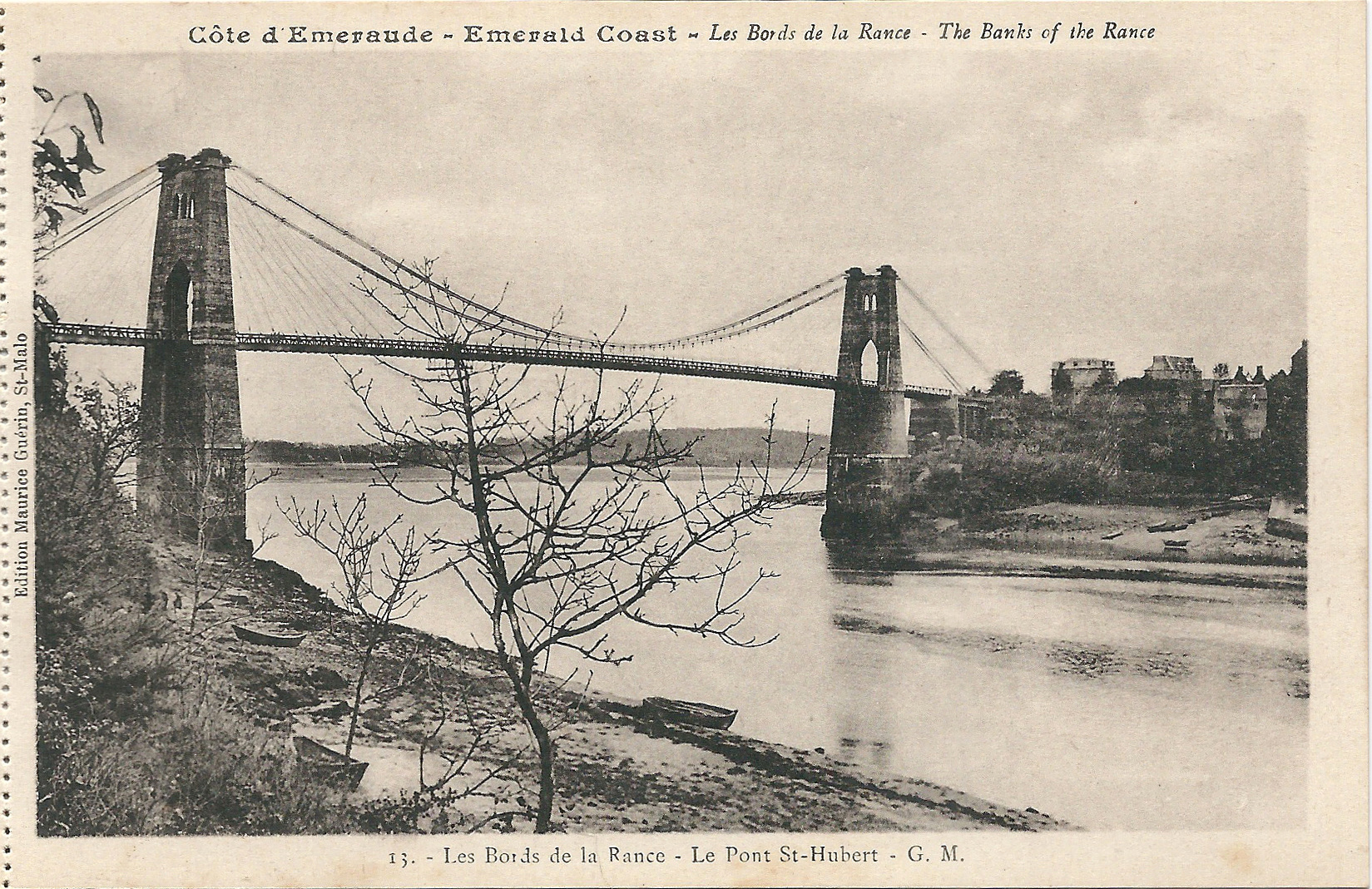
L'ancien pont suspendu, à suspentes et haubans. Carte postale de 1922.

### Le pont de 1959
L'entreprise Baudin-Châteauneuf construit un nouveau pont en béton armé long de 286 mètres (travée suspendue de 173 mètres), à deux voies de circulation. L’inauguration a lieu le 21 juin 1959 et le pont devient un important point de franchissement de la Rance.
L'ouverture à la circulation (RD 168) du barrage de la Rance en 1968 entre Dinard et Saint-Malo puis la construction du pont Châteaubriand (RN 176) en 1991 à quelques dizaines de mètres en aval réduit le trafic automobile sur la route départementale 366 qui passe sur le pont Saint-Hubert.

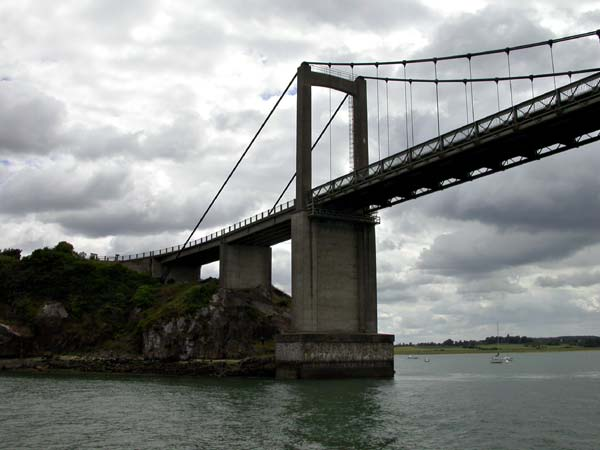
Le pont Saint-Hubert
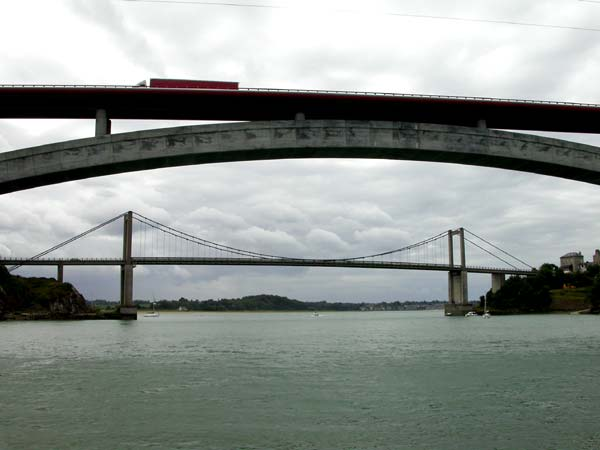
Les ponts de Plouër